# Polnischer Kongress in Deutschland
Der Polnische Kongress in Deutschland e.V. (poln. Kongres Polonii w Niemczech) ist ein eingetragener Verein. 
Er wurde am 15. Februar 1992 infolge der Unterzeichnung des Deutsch-Polnischen Vertrages über gute Nachbarschaft und freundschaftliche Zusammenarbeit vom 17. Juni 1991 gegründet. Der Kongress entstand als Bund der polnischen Organisationen in Deutschland zum Zweck des Schutzes und der Interessenvertretung der polnischen Organisationen gegenüber den Behörden.

## Struktur
Seit 1998 gehört der Verein als eine der vier Dachorganisationen – neben dem Bund der Polen „Zgoda“ in der BRD e.V., dem Christlichen Zentrum zur Förderung der polnischen Sprache, Kultur und Tradition in Deutschland e.V. und dem Bundesverband Polnischer Rat in Deutschland e.V. dem Konvent Polnischer Organisationen in Deutschland an. Seine Vertreter nehmen an offiziellen Konsultationen mit der polnischen und deutschen Regierung teil. Im Konvent Polnischer Organisationen ist der Polnische Kongress für mediale Präsenz der Organisationen zuständig: im Internet, im Rundfunk und in Printmedien.
Dem Verein in Deutschland gehörten 2009 insgesamt 31 Vereine und Gruppen an, wobei nicht alle als eingetragene Vereine agieren. Ihm gehören unter anderen Berufsvereinigungen, Kulturvereine sowie Sportvereine und soziale Einrichtungen an.
International gehört der Polnische Kongress in Deutschland dem 1993 gegründeten Europäischen Verband Polnischer Gemeinschaften mit Sitz in Brüssel an, wo er im Rat der Vorsitzenden der EVPG durch seinen Vorstandsvorsitzenden vertreten wird. Weiterhin ist der Polnische Kongress in Deutschland Mitglied des Weltrates der Polonia mit Sitz in Toronto (Kanada). 

## Ziele
Die wichtigsten externen Ziele des Kongresses sind die Pflege des guten Rufes beider Nationen und die gegenseitige geistige und wirtschaftliche Bereicherung. Der Kongress fördert die Verbreitung der Kenntnisse der polnischen Geschichte, Kultur und des aktuellen Lebens der Polen in Deutschland, wie auch die Entfaltung der kulturellen Tätigkeit, Pflege der polnischen Sprache und der polnischen Sitten und Bräuche, was der deutsch-polnischen Annäherung dienlich sein soll. Der Kongress vertritt Interessen der Organisationen sowie der Personen, die polnischer Abstammung sind oder sich zur polnischen Sprache, Kultur oder Tradition bekennen, dem deutschen und dem polnischen Staat gegenüber. Der Kongress schützt Interessen dieser Organisationen und Personen gegenüber der kommunalen und staatlichen Verwaltung unter der Beachtung des Rechts und der loyalen Erfüllung bürgerlicher Pflichten, die sich aus dem deutschen Grundgesetz und dem Vertrag zwischen der Bundesrepublik Deutschland und der Republik Polen über gute Nachbarschaft und freundschaftliche Zusammenarbeit vom 17. Juni 1991 ergeben. Der Kongress strebt den Ausgleich der Rechte und Sozialleistungen der Polonia, d. h. der in Deutschland lebenden Polen und Menschen mit polnischem Kulturhintergrund in Deutschland an, wie sie die deutsche Minderheit in Polen genieße. Intern unterstützt der Polnische Kongress in Deutschland kulturelle Aktivitäten, Pflege der polnischen Sprache und Tradition der Polen in Deutschland. Der Hauptzweck des Kongresses ist die Konsultation, Koordination und Inspiration der Tätigkeit von Organisationen in Deutschland, die sich zur polnischen Sprache, Kultur oder Tradition bekennen. Im Bereich Medien obliegt dem Kongress die Schaffung und Pflege der Internetpräsenz polnischer Organisationen, mit dem Zweck, diese wie auch herausragenden Persönlichkeiten mit polnischem Kulturhintergrund dem deutschen Publikum näherzubringen.